# (36209) 1999 TY130
1999 TY130 (asteroide 36209) é um asteroide da cintura principal. Possui uma excentricidade de 0.01682560 e uma inclinação de 12.17952º.
Este asteroide foi descoberto no dia 6 de outubro de 1999 por LINEAR em Socorro.